# Nunivak
Nunivak (ang. Nunivak Island) – druga pod względem powierzchni (4226,78 km²) wyspa na Morzu Beringa, położona 48 km na zachód od delt Jukonu i rzeki Kuskokwim, na 60° szerokości geograficznej północnej. W roku 2000 zamieszkiwało ją 210 stałych mieszkańców. Cała ludność wyspy zamieszkuje miejscowość Mekoryuk, położoną na północnym wybrzeżu wyspy. Nunivak należy do Stanów Zjednoczonych, do stanu Alaska.
Wyspa jest pochodzenia wulkanicznego, większą jej część zajmuje płaskowyż wulkaniczny (średnio 160 m n.p.m.). Porośnięta tundrą, poprzecinaną czterdziestoma rzekami i strumieniami. Na wyspie można spotkać 89 gatunków ptaków wędrownych, w tym gatunki rzadkie i objęte ochroną gatunkową. Zasiedlają głównie jej wybrzeża oraz jeziora położone na wyspie. Większa część wyspy stanowi rezerwat przyrody Yukon Delta National Wildlife Refuge.
Niemal wszyscy stali mieszkańcy Nunivaku to Eskimosi z plemienia Cup'it. Nadal głównym źródłem ich utrzymania są polowania i rybołówstwo, choć wielu z nich zna język angielski, a niektórzy pracują poza wyspą, na kontynencie.